# صندل (سمنگان)
صندل (به لاتین: Sandal) یک منطقهٔ مسکونی در افغانستان است.